# Hải quân Ấn Độ

Tàu sân bay INS Viraat.

Hải quân Ấn Độ (tiếng Hindi: भारतीय नौसेना, IAST: Bhāratīya Nau Senā) là lực lượng hải quân của Lực lượng Vũ trang Ấn Độ. 
Tổng thống Ấn Độ giữ chức Tổng tư lệnh tối cao của Hải quân Ấn Độ. Tham mưu trưởng Hải quân (CNS), thường là một sĩ quan bốn ngôi sao trong cấp bậc Đô đốc, Tư lệnh hải quân. Hải quân Ấn Độ là lực lượng hải quân lớn thứ năm trên thế giới. Nó đóng một vai trò quan trọng trong chiến thắng của Ấn Độ trong cuộc chiến tranh Ấn Độ-Pakistan năm 1971. 
Hải quân Ấn Độ có khả năng hoạt động ở vùng nước sâu. Nó tương đối phát triển về mặt kỹ thuật và đã có tàu sân bay. Một vài chiếc tàu sân bay đã được đặt hàng và sẽ tham gia vào lực lượng Hải quân.
Hải quân Ấn Độ có nguồn gốc từ thời Hải quân Công ty Đông Ấn Danh dự được thành lập vào năm 1612 để bảo vệ các tàu thương gia Anh trong khu vực. Năm 1793 Công ty Đông Ấn thiết lập việc quản lý trên phần phía đông của tiểu lục địa Ấn Độ nghĩa là Bengal, nhưng mãi đến năm 1830 thì hải quân thuộc địa được gọi là Hải quân Ấn Độ của Nữ hoàng. Năm 1858, việc cai quản của Công ty Đông Ấn quy tắc nhường chỗ cho các Raj thuộc Anh kéo dài cho đến khi Ấn Độ giành độc lập vào năm 1947. Khi Ấn Độ trở thành một nước cộng hòa năm 1950, Hải quân Hoàng gia Ấn Độ vì nó đã được đặt tên kể từ năm 1934 được đổi tên thành Hải quân Ấn Độ. Vị hoàng đế Maratha thế kỷ 17 Chhatrapati Shivaji Maharaj được coi là "cha đẻ của Hải quân Ấn Độ".
Mục tiêu chính của hải quân là để bảo đảm biên giới hàng hải của quốc gia, Ấn Độ cũng sử dụng lực lượng hải quân để tăng cường quan hệ quốc tế của mình thông qua các cuộc tập trận chung, viếng thăm hải cảng và sứ mệnh nhân đạo, bao gồm cứu trợ thiên tai. Trong những năm gần đây, Hải quân Ấn Độ đã trải qua hiện đại hóa nhanh chóng để thay thế thiết bị cũ của mình hiện đang phục vụ, điều này thường được xem như là một phần của "cuộc đua của Ấn Độ" để phát triển năng lực nước xanh nước và nâng cao vị thế của mình trong khu vực Ấn Độ Dương.
Tính đến năm 2015, Hải quân Ấn Độ có một lực lượng 58.350 nhân viên và một hạm đội hoạt động lớn bao gồm 1 tàu sân bay, một tàu đổ bộ, 9 tàu độ bổ xe tăng, 10 tàu khu trục, 14 tàu frigate, một tàu ngầm tấn công hạt nhân, 14 tàu ngầm tấn công thông thường, 25 tàu hộ tống, 7 tàu rà phá thủy lôi, 47 tàu tuần tra, 4 tàu hạm đội và nhiều tàu phụ trợ khác.

## Cấu trúc của hải quân Ấn Độ
Hải quân Ấn Độ được tổ chức thành các bộ chỉ huy chính và một bộ chỉ huy kết hợp.
- Bộ chỉ huy Hải quân phía Đông tại Visakhapatnam
- Bộ chỉ huy Hải quân phía Tây tại Mumbai
- Bộ chỉ huy Hải quân phía Nam tại Kochi
- Bộ chỉ huy kết hợp (Andaman & Nicobar) tại Port Blair